# Oncosclera kaniensis
Oncosclera kaniensis är en svampdjursart som beskrevs av Matsuoka och Masuda 2000. Oncosclera kaniensis ingår i släktet Oncosclera och familjen Potamolepiidae. Inga underarter finns listade i Catalogue of Life.